# Schefflera
Genre
Classification phylogénétique
Taxons de rang inférieur
- Voir le texte

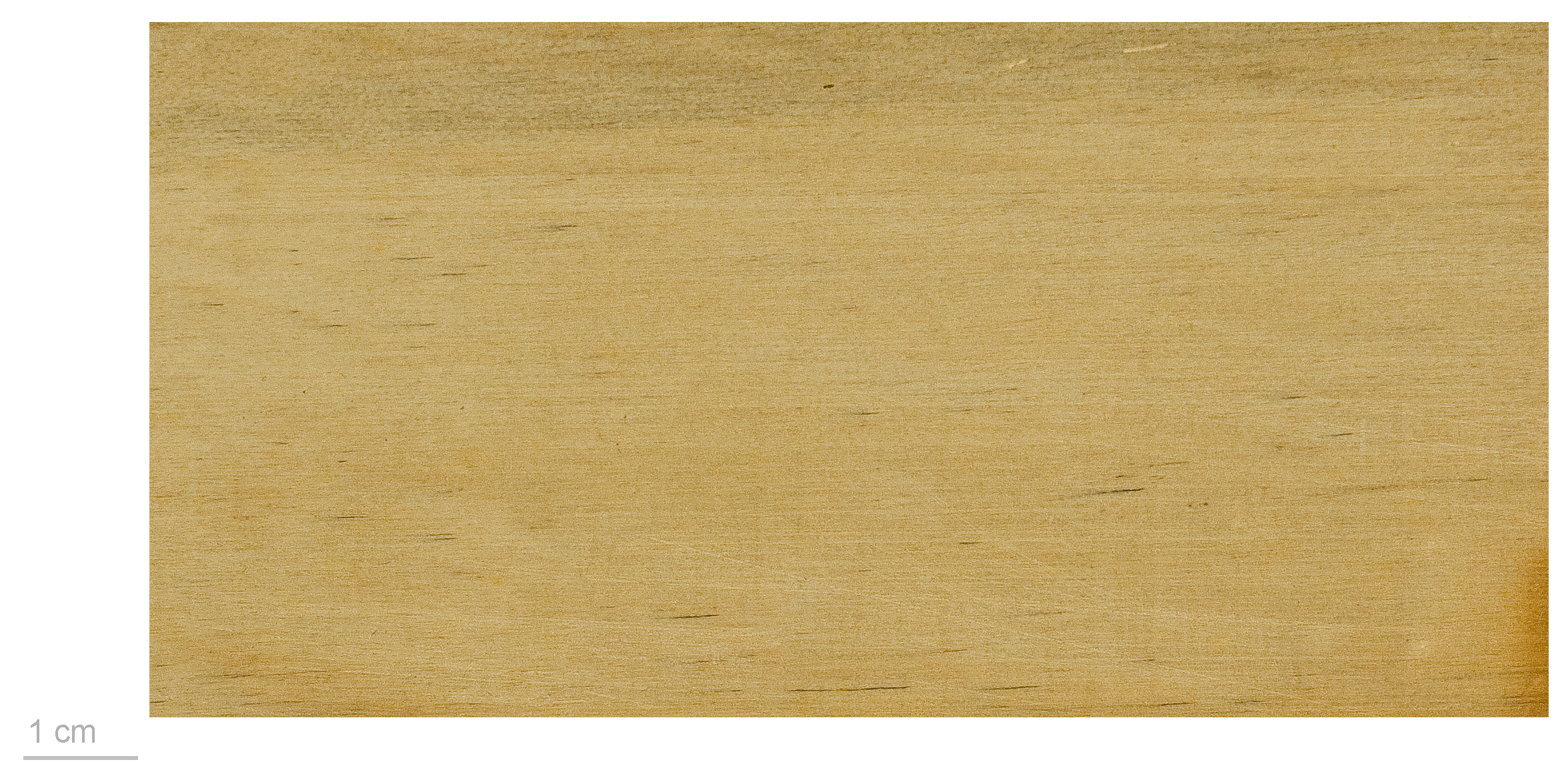
Bois de Schefflera gabriellae au Muséum de Toulouse.

Schefflera est un genre de plantes à fleurs de la famille des Araliaceae. Il constitue un groupe d’arbustes et d'arbres tropicaux vivaces au luxuriant feuillage persistant, originaires d’Asie, d'Océanie et d’Amérique centrale, où ils peuvent atteindre 30 m de haut. Au Queensland en Australie, il forme un petit arbre pouvant mesurer jusqu’à 12 m. En zone humide, ils poussent aussi en épiphytes sur des rochers ou des arbres.
Il est dédié à Johann Peter Ernst von Scheffler (de) (1739-1809), médecin et botaniste allemand.
Le genre comprend environ 150 espèces et 900 variétés, originaires des zones tropicales et subtropicales humides, mais on cultive essentiellement les espèces S. arboricola et S. actinophylla aux feuilles vertes ou panachées de jaune ou d’ivoire, selon les sélections, comme plantes tropicales d’intérieur. Elles peuvent atteindre 1,50 m (S. arboricola) et 3 m (S. actinophylla) dans les appartements. Ces plantes sont appréciées pour leur capacité à purifier l’air des appartements.
Ils portent les surnoms de parasol, d’arbre-parapluie, d’arbre-ombrelle, ou d’arbre du bureau. Son nom local en Nouvelle-Calédonie, est Petit Boux.
Les 37 espèces américaines de Schefflera J.R. et G. Forst. sont retournées dans le genre Didymopanax Decne. & Planch..

## Description
Ses feuilles portées par de longs pétioles, de 25 à 30 cm, sont composées de 3 puis de 5 folioles de couleur vert vif brillant, elles-mêmes pétiolées.
Il produit des fleurs rouges mais rarement en appartement.

## Liste d'espèces
- Schefflera abyssinica

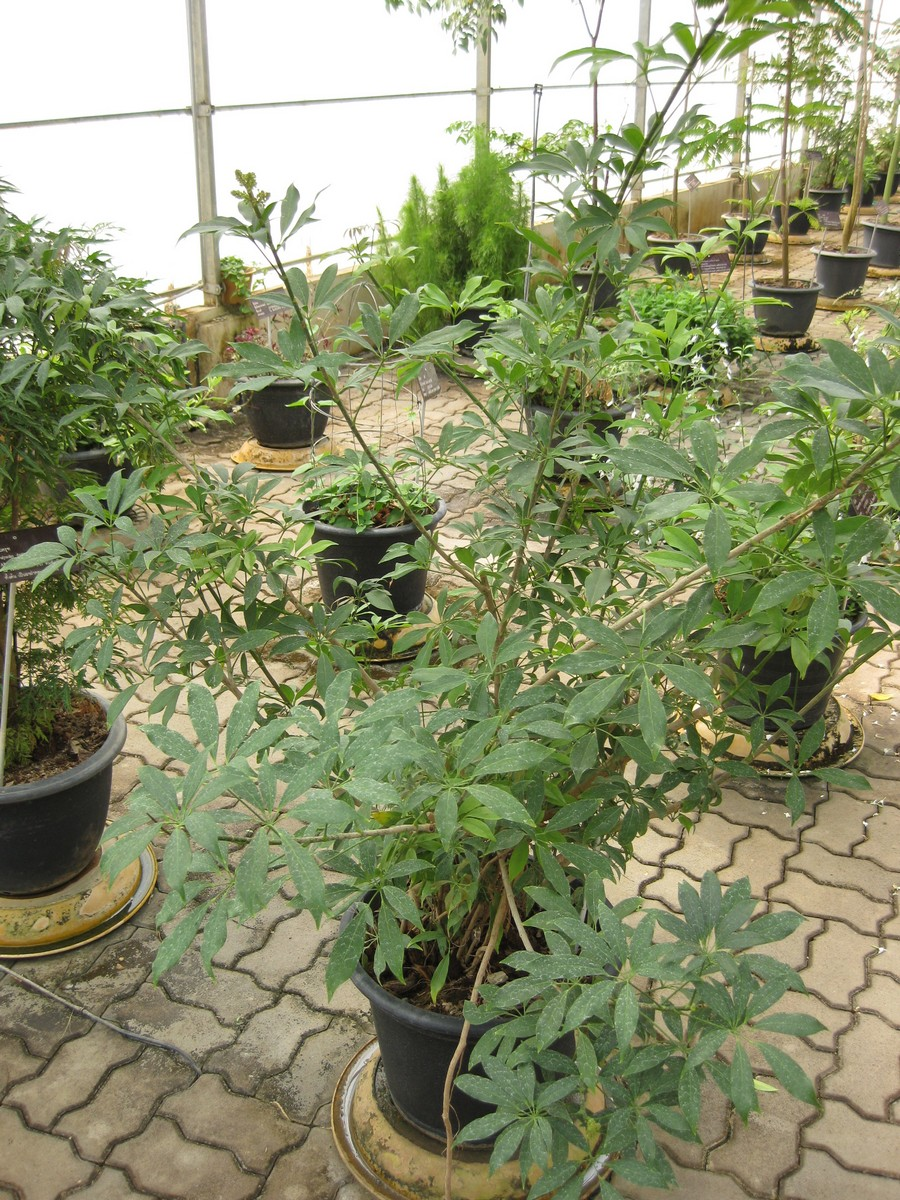
Schefflera leucantha cultivé en pot (au premier plan), au Jardin botanique de la reine Sirikit, en Thaïlande.

- Schefflera actinophylla (Endl.) H.A.T.Harms - Arbre ombelle, originaire d’Australie, caractérisé par des feuilles grandes et souples
  - Schefflera actinophylla amate - Schefflera aux feuilles particulièrement grandes
- Schefflera arboricola - Arbre-ombelle.
  - Schefflera arboricola compacta - Schefflera aux feuilles d’un vert uniforme avec des tiges plus courtes
  - Schefflera arboricola charlotte - Schefflera aux feuilles panachées de blanc.
  - Schefflera arboricola melanie - Schefflera aux feuilles panachées vert et jaune, allant vers le doré selon les hybrides
- Schefflera attenuata (Sw.) Frodin
- Schefflera elegantissima - Faux Aralia, ou Petit boux calédonien, Aralia élégant. Schefflera aux feuilles finement découpées
- Schefflera gleasonii (Britt. et Wilson) Alain
- Schefflera heptaphylla
- Schefflera hierniana Harms
- Schefflera mannii (Hook.f.) Harms
- Schefflera myriantha
- ancien Schefflera morototonii (Aubl.) Maguire, Steyermark & Frodin devenu Didymopanax morototoni (Aubl.) Decne. & Planch.[1] - Morototó, originaire d’Amérique centrale, utilisé comme bois commercial
- Schefflera pueckleri - Schefflera originaire du sud-ouest de la Chine, Laos, Nord de la Thaïlande, Nord du Viêt Nam
- Schefflera toto Baill.
- Schefflera veitchii (hort. ex Carrière) Frodin & Lowry
- Schefflera venulosa - Schefflera originaire de l’Inde

## Divers
- Son latex est irritant pour la peau.
- Le Schefflera est toxique pour les tortues.
- Le Schefflera (arboricola et actinophylla) peut être travaillé en bonsaï, à la portée des amateurs.
- Le Schefflera est une bonne plante dépolluante. Il dépollue notamment le benzène, le xylène et le formaldéhyde.